# Erste Amtseinführung von Donald Trump

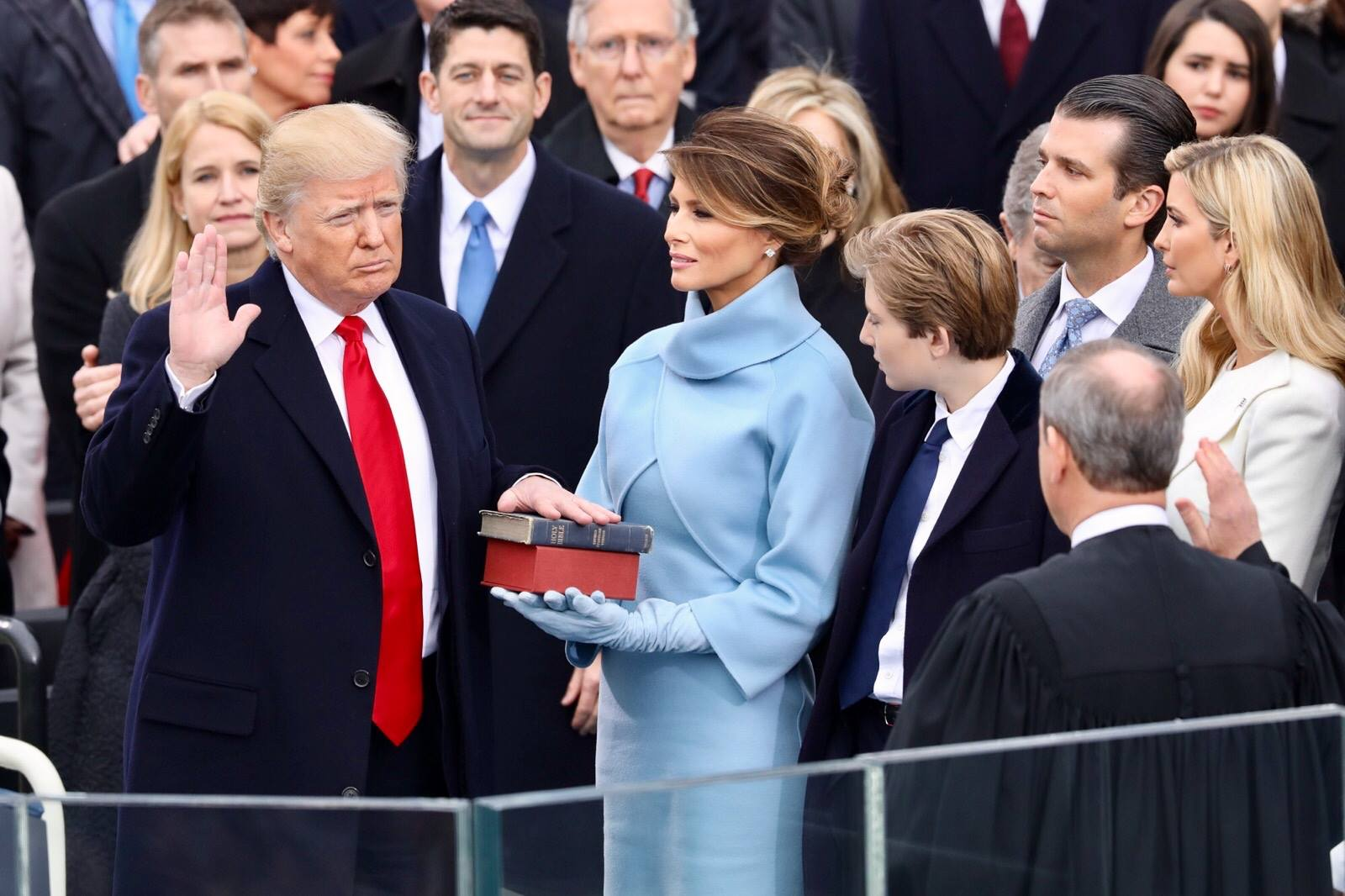
Donald Trump legt den Amtseid auf zwei Bibeln ab: oben Trumps Kinderbibel, darunter, rot, die „Lincoln-Bibel“. Seine Gattin Melania hält die Bücher.

Die Amtseinführung von Donald Trump als 45. Präsident der Vereinigten Staaten und 58. Vereidigung eines US-Präsidenten fand unter dem Motto uniquely American (dt. einzigartig amerikanisch) am Freitag, den 20. Januar 2017, an der Westfront des Kapitols in Washington, D.C. statt; sie markierte den Beginn der vierjährigen Amtszeiten von Präsident Trump und Vizepräsident Mike Pence.
Die Feierlichkeiten vom 17. bis 21. Januar 2017 in Washington umfassten das interreligiöse Eröffnungsgebet, mehrere Konzerte, die Vereidigung, das Mittagessen, die Parade und Eröffnungsbälle. Der Präsidenten-Eid wurde Trump während seiner Schwur-Zeremonie am 20. Januar 2017 von John Roberts, dem Vorsitzenden des Obersten Gerichtshofs der USA, abgenommen.
Trumps Amtseinführung wurde von Protestkundgebungen begleitet. Es entstand eine Kontroverse zwischen der Regierung Trump und den Medien über die Anzahl der Teilnehmer und Zuschauer der Feierlichkeiten.

## Planung
Die Amtseinführung war hauptsächlich von zwei Komitees geplant worden, dem Joint Congressional Committee on Inaugural Ceremonies und dem 2017 Presidential Inaugural Committee. Das Kongresskomitee begann mit dem Bau der Eröffnungsplattform bereits am 21. September 2016, mehrere Wochen vor der für den 8. November 2016 angesetzten Wahl.
Trump und Mike Pence wurden am 19. Dezember 2016 vom Wahlkollegium formell gewählt. Die Wahl wurde durch eine Stimmenzählung in einer Kongress-Sitzung am 6. Januar 2017 offiziell bestätigt.

### Joint Congressional Committee
Die Feier und das Eröffnungsessen für den Präsidenten und den Vizepräsidenten Pence wurden vom Gemeinsamen Kongressausschuss für Eröffnungszeremonien geplant. Dieses Komitee bestand aus den Senatoren Mitch McConnell aus Kentucky, Roy Blunt aus Missouri als Vorsitzendem und Chuck Schumer aus New York sowie Paul Ryan (Wisconsin), Kevin McCarthy und Nancy Pelosi (beide Kalifornien), die das Repräsentantenhaus vertraten. Der Ausschuss wurde vom Senatsausschuss für Regeln und Verwaltung betreut.
Die militärische Unterstützung wurde von der Joint Task Force National Capital Region koordiniert. Diese stellte musikalische militärische Einheiten, marschierende Bands und Salutgeschosse zur Verfügung.
Die Nationalhymne der Vereinigten Staaten wurde von der 16-jährigen Jackie Evancho gesungen. Der Mormon Tabernacle Choir und der Missouri State University Choir traten ebenfalls auf.

### Presidential Inaugural Committee
Das Präsidenten-Eröffnungskomitee 2017 hatte im Zusammenhang mit diesem Anlass weitere Veranstaltungen vorbereitet wie eine Zugfahrt, Konzerte, Paraden, Bälle und Gebetsdienst. Der Ausschussvorsitzende war Thomas J. Barrack Jr., ein Immobilieninvestor; er ist Gründer, Vorsitzender und CEO von Colony Capital. Das Komitee erwartet, das hierfür vorgesehene Budget um 70 Millionen Dollar zu erhöhen. Die Co-Vorsitzenden des Gremiums waren Lewis Eisenberg und Roy Bailey. Zu den Mitgliedern gehörten ferner die Kasino-Magnaten Sheldon Adelson und seine Frau Miriam, Steve Wynn und Phil Ruffin, der Ölunternehmer Harold Hamm, die Geschäftsfrau Diane Hendricks, der Geschäftsmann Joe Craft sowie Gail Icahn, die Ehefrau von Carl Icahn, und Woody Johnson, Besitzer der New York Jets.

## Motto
Das Motto der Amtseinführung lautete uniquely American („einzigartig amerikanisch“) und sollte laut dem Einladungsschreiben das einzigartige konstitutionelle Streben würdigen und in der friedlichen Machtübergabe die Einheit des amerikanischen Volkes im Kontinuum der Republik zum Ausdruck bringen.

## Vorveranstaltungen

### Chairman’s Global Dinner
Am Dienstag, dem 17. Januar nahm Trump am sogenannten Chairman’s Global Dinner, einem Abendessen in Washington, D.C., teil. Es dient dazu, den neuen Präsidenten und seine Berater mit ausländischen Diplomaten bekanntzumachen. Die Veranstaltung fand im Andrew W. Mellon Auditorium statt. Anwesend waren Rex Tillerson, damals designierter Nachfolger John Kerrys als Außenminister, und Rudy Giuliani, ehemaliger Bürgermeister von New York City, ebenso der designierte Sicherheitsberater Michael T. Flynn und der israelische Botschafter Ron Dermer. Insgesamt nahmen 500 Gäste am Abendessen teil, darunter 200 ausländische Diplomaten.

### Kranzniederlegung am Arlington National Cemetery
Nach seiner Rückkehr aus New York City trafen sich Trump und Pence am 19. Januar zu einem gemeinsamen Mittagessen in Trumps Hotel, dem Old Post Office Pavilion in Washington. Anschließend legte Trump in Begleitung seiner Familie und Pence einen Kranz am Grabmal des unbekannten Soldaten am Nationalfriedhof Arlington nieder.

## Ablauf

### Morgen des 20. Januar
Um 8 Uhr morgens verließen Donald und Melania Trump das Gästehaus des Präsidenten, um die Bischofskirche St. John’s für den morgendlichen Gottesdienst zu besuchen, eine Tradition jedes Präsidenten seit James Madison. Melania Trump trug ein himmelblaues Kleid mit passenden Handschuhen. Nach dem Gottesdienst tranken Trump, Pence und ihre Familien am südlichen Portikus des Weißen Hauses gemeinsam Tee mit dem scheidenden Präsidenten Barack Obama und seiner Frau Michelle.

### Mittag des 20. Januar – Vereidigung
Um 11.55 Uhr nahm der Supreme-Court-Richter Clarence Thomas Mike Pence als 48. Vizepräsident der Vereinigten Staaten den Eid ab. Pence schwor dabei auf die Familienbibel von Ronald Reagan. Kurz nach Mittag wurde Trump von John Roberts, dem Vorsitzenden des obersten Gerichtes, als 45. Präsident der Vereinigten Staaten vereidigt.
Trump schwor dabei auf zwei Bibeln, die seine Ehefrau Melania hielt: die Lincoln-Bibel, auf die auch Barack Obama geschworen hatte, und seine persönliche Kinderbibel.
Nach seiner Vereidigung erhielt Trump den traditionellen 21-Kanonen-Salut.
Anschließend sang Jackie Evancho, die 2010 bei America’s Got Talent den 2. Platz belegt hatte, die Nationalhymne der USA. Zahlreiche Prominente hatten abgesagt.

### Antrittsrede
Trumps anschließende Antrittsrede erinnerte in Stil und Inhalt an seine Wahlkampfreden: Während bisherige Reden zur Amtseinführung stets von versöhnlichen Tönen geprägt waren, wurde die Rede von Trump als Kampfansage an alle Gegner verstanden. Trump sagte: 

„Today we are not merely transferring power from one Administration to another, or from one party to another – but we are transferring power from Washington, D.C. and giving it back to you, the American People.

Heute übertragen wir nicht nur die Macht von einer Administration auf eine andere oder von einer Partei auf eine andere – sondern wir übertragen die Macht von Washington, D.C. und geben sie zurück an euch, das amerikanische Volk.“

 Der Zustand der Vereinigten Staaten sei miserabel, „Reichtum, Stärke und Zuversicht des Landes seien hinter dem Horizont verschwunden“. Nun werde eine neue Vision das Land regieren; er werde „Amerika wieder stark, reich, stolz und sicher“ machen. Von jetzt an heiße es nur noch „America First“ („Amerika zuerst“).
Nach seiner Antrittsrede aß Trump im Kapitol zu Mittag. Um 14:45 Uhr begann die Parade zum Weißen Haus.

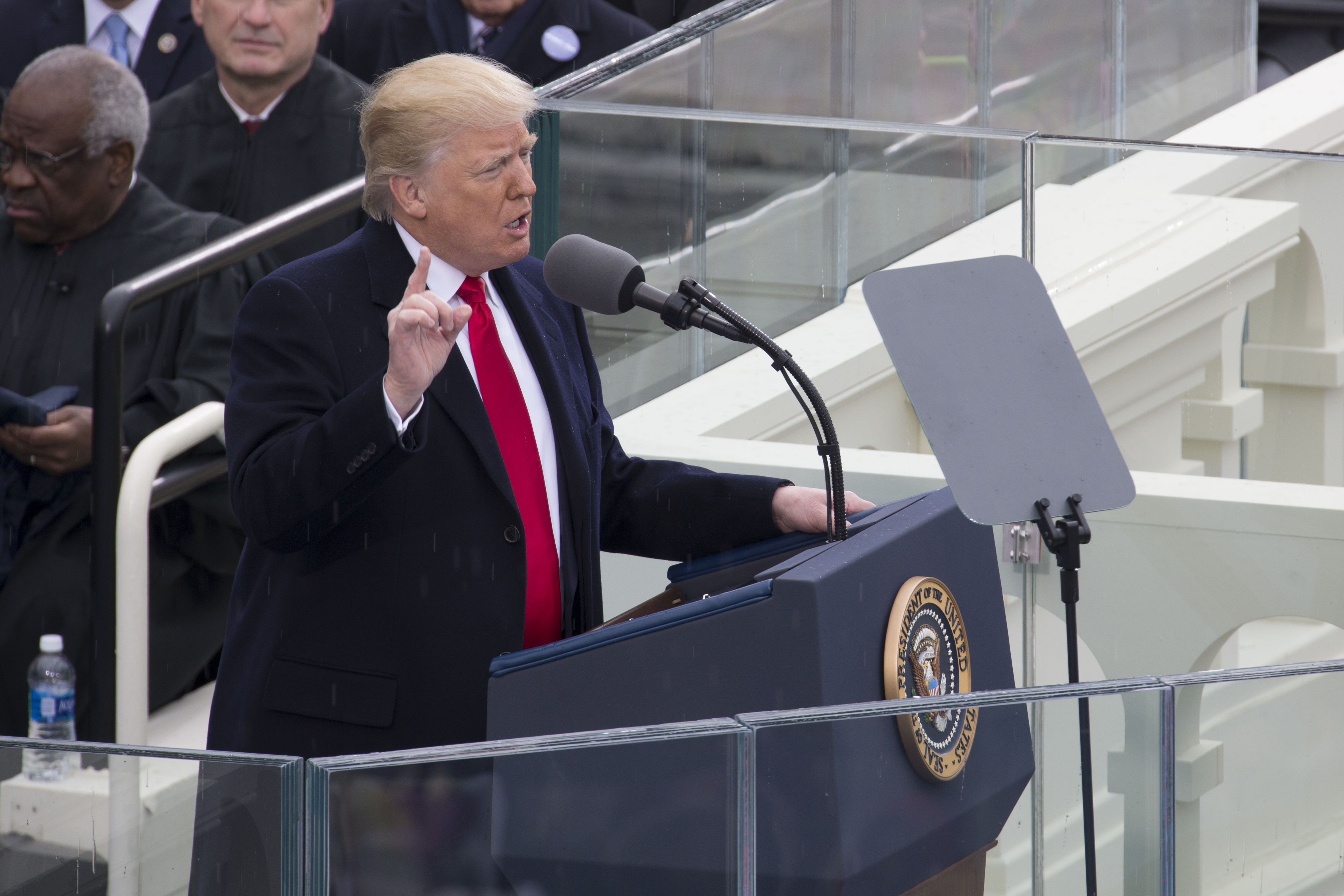
Trump während seiner Antrittsrede
- Video von Trumps Antrittsrede
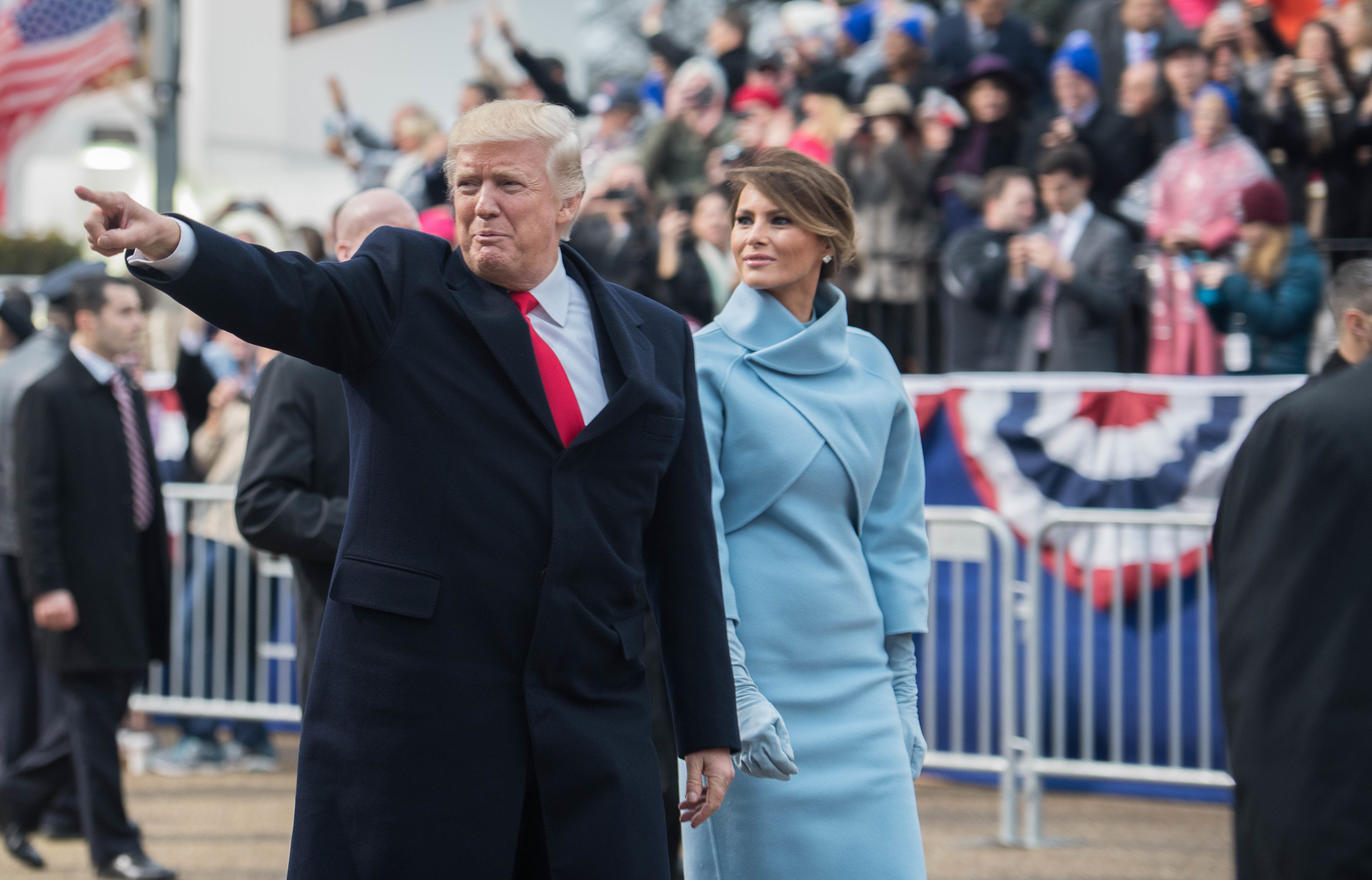
Donald und Melania Trump bei der Parade zum Weißen Haus

### Rahmenprogramm
Die Organisatoren von Trumps Amtseinführung versuchten für die Veranstaltung eine Reihe namhafter Künstler zu verpflichten. Beispielsweise wurde bei Céline Dion, Elton John und Andrea Bocelli angefragt. Von mehreren internationalen Stars gab es weitgehend Absagen, die mit Terminschwierigkeiten oder der offenen Aussage, nicht für Trump auftreten zu wollen, begründet wurden.
Letztlich traten am Donnerstag beim Welcome Concert Lee Greenwood (der God Bless the U.S.A. sang), DJ Davidrums, Toby Keith, 3 Doors Down, The Frontmen of Country (Tim Rushlow, Larry Stewart und Richie McDonald), Sam Moore von dem Soul-Duo Sam & Dave und The Piano Guys auf. Am Freitagabend spielten beim Armed Services Ball Tony Orlando und der texanische Musiker Josh Weathers. 
Der weltbekannte Tänzer Michael Flatley trat mit seinem Ensemble "Lord of the Dance" beim Liberty Inaugural Ball auf.
Trump und seine Frau nahmen an diesem Abend an insgesamt drei Bällen in Washington teil: dem Freedom Ball und dem Liberty Ball, die beide im Washington Convention Center veranstaltet wurden, sowie dem Armed Services Ball (Military Ball) im National Building Museum. Auch Vizepräsident Mike Pence und seine Frau Karen besuchten die drei Bälle.

## Rezeption
Der Historiker Timothy Naftali bemerkte über Trumps Antrittsrede, dass er darin „keinen seiner Vorgänger zitiert“ habe; die Rede habe gewirkt „wie der komplette Bruch mit der Vergangenheit, wie nach Tag eins der französischen Revolution.“ Der Theologe Ulrich Berges sah in Trumps Rede keine Bezüge auf das Neue Testament, dafür viele Anleihen an die alttestamentarischen Deuteronomisten – insbesondere mit der Geschichte des Auszugs des Volkes Israel aus Ägypten und der Verheißung eines neuen Landes spiele die Rede auf einen „nationalen Gott“ an und verbinde eine prophetisch wirkende Heilsvorstellung mit einem missionarischen Sendungsbewusstsein. Eiríkur Bergmann und Michael Butter deuten die Antrittsrede als Beispiel für Populismus, da Trump darin einen Gegensatz zwischen Volk und Eliten konstruiere. Gleichzeitig habe er alle Wähler Obamas aus dem Volk ausgeschlossen – auch dies sei eine typische populistische Argumentation.

## Proteste und Demonstrationen
Zahlreiche bekannte Musiker wie Kiss, Céline Dion, Elton John oder die Dire Straits lehnten die Einladung von Donald Trump ab, bei der Zeremonie zur Amtseinführung aufzutreten. Bereits während des Wahlkampfes hatten Musiker und Bands wie die Sängerin Adele, die Bands Aerosmith oder Rolling Stones sowie Neil Young zuweilen gerichtlich untersagen lassen, ihre Songs auf Wahlkampfveranstaltungen Trumps zu nutzen. Am 13. Januar gab John Lewis, Abgeordneter der Demokraten im Repräsentantenhaus, bekannt, dass er an der Inauguration Trumps nicht teilnehmen werde. Er halte die Präsidentschaft Trumps für illegitim („I don’t see Trump as a legitimate President“), da Trump mit Unterstützung Russlands zum Präsidenten gewählt worden sei. Nach dieser Mitteilung beleidigte Trump Lewis (einen langjährigen Führer der Bürgerrechtsbewegung; er hielt unter anderem bei dem legendären Marsch auf Washington für Arbeit und Freiheit 1963 eine Rede) via Twitter. Trump schrieb, Lewis solle sich mehr um seinen Wahlkreis im Bundesstaat Georgia kümmern, „der in einem schrecklichen Zustand“ und „verseucht von Kriminalität“ sei. Nach Trumps Tweet sagten weitere 66 Abgeordnete der Demokraten ihre Teilnahme an den Feierlichkeiten ab.
Während der Amtseinführung gab es in der Washingtoner Innenstadt teilweise gewalttätige Proteste. Etwa 400 bis 500 vermummte Teilnehmer einer nicht genehmigten Veranstaltung zogen randalierend durch die Stadt. Einige warfen Steine und zerstörten Schaufensterscheiben; sechs Polizisten wurden leicht verletzt. Die Polizei nahm 217 Menschen fest. Die Polizei setzte Tränengas ein. Auch in anderen Städten der USA fanden zeitgleich Protestkundgebungen statt.
Am Tag nach der Amtseinführung fand an gleicher Stelle der Women’s March on Washington mit etwa 500.000 Teilnehmern statt. Die meisten Medien gehen davon aus, dass die Teilnehmerzahl bei dieser Protestveranstaltung höher lag, als bei Trumps Inauguration.

## Teilnehmer- und Zuschauerzahlen
Nach der Amtseinführung gab es heftige Kontroversen über die Teilnehmer- und Zuschauerzahlen. Die Medien berichteten übereinstimmend, dass deutlich weniger Teilnehmer Trumps Amtseinführung besuchten als im Vergleich dazu die von Barack Obama im Jahr 2009. Seinerzeit besuchten etwa 1,8 Millionen Menschen die Zeremonie. In seiner ersten Pressekonferenz als Pressesprecher des Weißen Hauses präsentierte Sean Spicer völlig andere, unbelegte beziehungsweise nachweislich falsche Daten. Unter anderem behauptete er: „Das war das größte Publikum, das jemals bei einer Vereidigung dabei war, sowohl vor Ort als auch weltweit. Punkt.“
Des Weiteren behauptete Spicer, dass 420.000 Menschen am Tag der Amtseinführung die Washington Metro benutzt hätten und vor vier Jahren, bei Obamas zweiter Inauguration, es nur 317.000 Fahrgäste gewesen seien. Die Washington Post veröffentlichte dagegen die Angaben der Washingtoner Verkehrsbetriebe, wonach 571.000 Menschen bei Trump und 782.000 vier Jahre zuvor die Metro nutzten.
Trumps Beraterin Kellyanne Conway verteidigte gegenüber Chuck Todd die umstrittenen Äußerungen Spicers als „alternative Fakten“. Todd entgegnete ihr „Alternative Fakten sind keine Fakten. Es sind Unwahrheiten.“
Trump selbst ging davon aus, dass bei seiner Inauguration 1,5 Mio. Zuschauer anwesend waren; am Tag danach forderte er bei der Parkverwaltung Washingtons telefonisch zusätzliche Fotos als Beleg für die von ihm geschätzte Zuschauerzahl an – diese hatte am Nachmittag der Amtseinführung Trumps ein Tweet-Verbot erhalten, nachdem sie vergleichende Fotos zur Amtseinführung Barack Obamas 2009 verbreitet hatte. 2018 wurde bekannt, dass Trump am Morgen nach der Amtseinführung den Fotografen der Feier vom National Park Service beauftragte, die Fotos so zurechtzuschneiden, dass sie keine menschenleeren Flächen mehr zeigten.

## Ermittlungen
2018 begannen strafrechtliche Ermittlungen zu den Finanzen der Amtseinführung, nachdem bei der Hausdurchsuchung von Trumps persönlichem Anwalt Michael Cohen Anhaltspunkte für Fehlverhalten gefunden worden waren. Insbesondere die Bundesstaatsanwaltschaft im Southern District of New York untersucht, ob Spenden unzulässigerweise aus dem Ausland kamen oder missbräuchlich eingesetzt wurden.